# D'Affaytadi

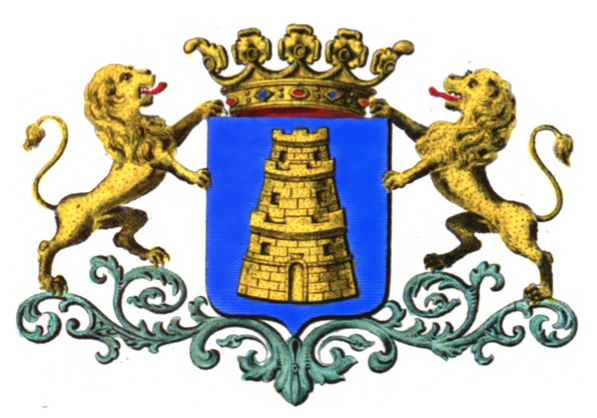
Wapen van de familie d'Affaytadi de Ghistelles

D'Affaytadi de Ghistelles was een Zuid-Nederlandse adellijke familie.

## Geschiedenis
- De familie vond haar oorsprong in Cremona en Jean-Charles d'Affaytadi vestigde zich rond 1498 in Antwerpen. Hij nam de leiding van de Antwerpse kooplui die de stad verdedigden tegen een inval geleid door Maarten van Rossum. Zijn zoon Cosmo d'Affaytadi kocht in 1545 de heerlijkheid Gistel en wat later de heerlijkheid Selsaete (Wommelgem). Hij was een ondertekenaar van het Verbond der Edelen.
- Zijn zoon Giovanni Carlo d'Affaytadi was een trouwe aanhanger van Keizer Karel V aan wie hij aanzienlijke sommen leende.
- In 1523 verleende keizer Ferdinand de titel van prins van Hilst aan Jean-Charles d'Affaytadi.
- In 1676 verleende koning Filips IV van Spanje de titel graaf van Gistel aan Jean-François d'Affaytadi, baron van Gistel, heer van Hilst, Lavenaeker en Braduc.

## Genealogie
- Jean-François d'Affaytadi (hierboven) trouwde met Agnès Velthove
  - Joseph-Guillaume d'Affaytadi (1707-1753), graaf van Gistel, trouwde met Isabelle de Haveskerke (1700-1780), barones van Wingene
    - Philippe-Maximilien d'Affaytadi, officier in het regiment van Murray, trouwde met Thérèse van Volden (1768-1822)
      - Auguste d'Affaytadi (zie hierna)

## Auguste d'Affaytadi
Auguste Augustin Joseph Ghislain d'Affaytadi de Ghistelles (Brussel, 7 maart 1794 - Dendermonde, 20 augustus 1831) was majoor in de artillerie onder het Franse keizerrijk en kolonel onder het Verenigd Koninkrijk der Nederlanden. In 1827 werd hij erkend in de erfelijke adel met de titel graaf, overdraagbaar op alle afstammelingen. Hij kreeg vergunning om de Ghistelles aan zijn naam toe te voegen en werd opgenomen in de Ridderschap van de provincie Zuid-Brabant. Hij bleef vrijgezel en zijn overlijden betekende het einde van het huis d'Affaytadi.

## Andere d'Affaytadis
- Eugène-Albert d'Affaytadi (1735-1774), graaf van Gistel, getrouwd met Marie-Jeanne de la Coste.
  - Isabelle d'Affaytadi (° Brussel, 1769) trouwde met Anselme de Peellaert, van wie een talrijke afstamming de Peellaert, Janssens de Bisthoven enz.